# Heather Thatcher
Heather Thatcher, född 3 september 1896 i London, England, död 15 januari 1987 i samma stad, var en brittisk skådespelare inom film och teater. Thatcher filmdebuterade 1915 och medverkade fram till 1955 i över 45 filmer, främst brittiska men även några amerikanska Hollywoodfilmer.

## Filmografi (i urval)
- 1919 – The First Men in the Moon
- 1937 – Den 13:e stolen
- 1937 – Kamrater i Paris
- 1938 – Om jag vore kung
- 1939 – De tappras legion
- 1941 – Människojakt
- 1942 – Flykten till Söderhavet
- 1942 – Det kommer en dag
- 1944 – Gasljus
- 1948 – Anna Karenina
- 1949 – Hertiginnan dansar
- 1952 – Timmen 13
- 1955 – Kärlek utan nåd